# Walter Zimmermann (Technologe)
Walter Zimmermann (* 11. Oktober 1901 in Neunkirchen (Baden); † nach 1945) war ein deutscher Agrarwissenschaftler, Hochschullehrer für landwirtschaftliche Technologie und Rektor der Landwirtschaftlichen Hochschule Hohenheim.

## Leben
Zimmermann studierte Naturwissenschaften und promovierte 1925 an der Universität Stuttgart zum Dr.-Ing. Ab 1928 war er Assistent an der württembergischen Landesanstalt für landwirtschaftliches Gewerbe in Hohenheim. Ab 1936 war er Abteilungsleiter und stellvertretender Direktor der Anstalt. Im Jahr 1937 wurde er zum ordentlichen Professor für landwirtschaftliche Technologie der Landwirtschaftlichen Hochschule Hohenheim ernannt. Im Jahr 1941 übernahm er zusätzlich die Position des Rektors der Hochschule. Beide Positionen vertrat er bis zu seiner Abberufung im Jahr 1945.